# Цзін Вей
Цзін Вей (кит. трад. 精衛, спр. 精卫, піньїнь: Jīngwèi) — персонаж з китайської міфології. Чудовий птах, в якого перетворилася Нюй-ва, дочка імператора Шень-нун. Завдяки однаковому звучанню її імені з Нюй-ва, богинею всього живого, в західній літературі іноді помилково асоціюється з вказаною богинею, хоча в записах їх імен використовуються різні ієрогліфи.

## Опис
За описом «Шань хай цзін» («Книга гір та морів»), IV—II століття до н. е., Цзін Вей зовнішнім виглядом нагадує ворону, але з червоними лапами і строкатою головою з білим дзьобом. У більш пізніх джерелах («Опис дивного», IV—V століття) згадуються пташенята — діти Цзін Вей від самця чайки: їх чоловічі особини схожі на чайок, а жіночі — на свою матір. Мешкає вона на західному схилі гори Фацзюшань. За характер Цзін Вей дали кілька інших імен: чжи-няо («птах твердої волі»), ши-няо («птах клятви»), юань-цзінь («скорботний птах»), а також ді-нюйцяо ("птах — імператорська донька ").

## Легенда
Згідно з відомостями «Шань хай цзін», дочка імператора Шень-нун загинула в юному віці, потонувши у Східному морі. Після смерті вона вирішила прийняти форму птаха для того, щоб помститися морю, яке стало причиною її передчасної смерті. З тих пір вона носить у дзьобі камені і маленькі гілочки з гір, розташованих поблизу моря, в спробі заповнити його. Східне море у відповідь насміхається над пташкою, стверджуючи, що вона не зможе засипати море навіть через мільйон років, але наполеглива пташка проголошує, що буде здійснювати свою працю хоч десять мільйонів років, і навіть сто мільйонів років, зробивши все, що буде потрібно, щоб інші не загинули так, як вона. У вигляді птаха Цзін Вей і отримала своє справжнє ім'я.

## Інтерпретації
Передбачається, що китайська розповідь про птаха, який намагається засипати море, є спотвореним міфологічним сюжетом, широко поширеним у народів Північної півкулі, що оповідає про появу суші за допомогою добування землі з дна моря або птахом (гагара) або іншою істотою.

## Культурний вплив
- З цього міфу походить китайський вислів 精卫填海 («Цзін Вей, що заповнює море»), який означає символ завзятості і наполегливості при, здавалося б, неможливих шансах на успіх.
- Професор Чиказького університету Маньюань Лун назвав новий ген дрозофіли Цзін Вей (Jingwei), оскільки змінений ген, подібно міфічній принцесі, пережив «реінкарнацію», придбавши нову структуру з іншими функціями. Інші родинні гени були названі іменами персонажів з інших легенд.